# The Hut on Sycamore Gap
Pour plus de détails, voir Fiche technique et Distribution.
The Hut on Sycamore Gap est un film muet américain réalisé par Burton L. King, sorti en 1915.

## Fiche technique
- Titre : The Hut on Sycamore Gap
- Réalisation : Burton L. King
- Scénario : Marc Edmund Jones (en)
- Producteur : William Selig
- Société de production : Selig Polyscope Company
- Sociétés de distribution : General Film Company
- Pays de production :  États-Unis
- Langue : Anglais américain
- Format : Noir et blanc — 35 mm — 1,33:1 — Muet
- Métrage : 300 mètres (1 bobine)
- Genre : Film dramatique
- Durée : 10 minutes
- Dates de sortie : 
  - États-Unis : 30 janvier 1915

## Distribution
- Robyn Adair :	Phil Corridon
- Virginia Kirtley : Helen Wilson